# Chionochloa oreophila
Chionochloa oreophila là một loài thực vật có hoa trong họ Hòa thảo. Loài này được (Petrie) Zotov mô tả khoa học đầu tiên năm 1963.